# Topielica (struga)
Topielica – struga, lewobrzeżny dopływ Wkry o długości 12,95 km.
Struga płynie na terenie gminy Strzegowo w kierunku południowym. W dolnym biegu przepływa przez Prusocin, uchodzi do Wkry w Rydzynie Szlacheckim.